# William Petty FitzMaurice
Pour les articles homonymes, voir William Petty (homonymie), Petty, FitzMaurice et Lansdowne.
William Petty FitzMaurice (2 mai 1737, Dublin – 7 mai 1805, Berkeley Square, Londres), homme d'État britannique, est connu sous le nom de comte Shelburne de 1761 à 1784, date à laquelle il est fait marquis de Lansdowne, transmis par son épouse Sophia Carteret, fille de John Carteret, 2e comte Granville, par héritage de la famille Granville.

## Biographie
Fils de John FitzMaurice (1er comte de Shelburne) (Irlande) et d'Anne Petty, fille et héritière de William Petty. William Petty n'ayant plus de descendant masculin, il transmet son nom et les titres de son fils à John, qui devient comte de Shelburne. Il sera ensuite fait vicomte FitzMaurice en 1751 et comte de Shelburne en 1753.
Après des études à Christ Church (Oxford) de l'Université d'Oxford, il entre dans l'armée pour servir à la Guerre de Sept ans comme colonel et Aide de camp du roi (1760). Il est élu député de Wycombe en 1761 et entre à la Chambre de Communes, mais le décès de son père le dirige à la Chambre des Lords comme 2e comte de Shelburne et baron de Wycombe.
Il rejoint alors le gouvernement de Grenville en 1763, comme Président de la Commission du commerce. Dans le gouvernement de William Pitt, il obtient la charge de Secrétaire d'État (1766-1768), où il mène une politique de conciliation envers les colonies d'Amérique. George III de Grande-Bretagne n'apprécie guère la tournure des événements. Shelburne doit démissionner.
En 1782, il consent à intégrer le gouvernement de Lord Rockingham si le roi reconnait les États-Unis. Au cours de son mandat, Lord Rockingham décède ; Shelburne le remplace comme Prime Minister. Sa proposition de loi sur le libre échange entre l'Angleterre et les États-Unis le met en difficulté face à l'opposition de Fox et Lord North. Il doit démissionner en 1783. 
Cynique et libéral, Lord Shelburne a souvent été décrié et impopulaire, mais avec le recul, il semble avoir été un homme d'État visionnaire. On pense qu'il serait à l'origine du Public Advertiser (1769-1772) ou Lettres de Junius du nom du signataire, dénonçant la politique de George III et de son gouvernement, notamment vis-à-vis des États-Unis.
De son premier mariage avec Lady Sophia Carteret, il a un fils, John, 2e marquis de Lansdowne et membre de la Chambre des Communes pendant 20 ans pour la députation de Chipping Wycombe. John n'aura pas de descendance. 
De son second mariage avec Lady Louisa FitzPatrick (1755-1789), il aura un fils héritier, le 3e marquis de Lansdowne.